# Пісенний конкурс Євробачення 2008
Пі́сенний ко́нкурс Євроба́чення 2008 — 53-ий конкурс Євробачення Євробачення в Сербії.
Сербія здобула право приймати учасників, коли 2007 року Марія Шерифович перемогла в Гельсінкі (Фінляндія) з піснею «Molitva».
Уперше півфінал розбито на два: перший півфінал — 20 травня, другий — 22 травня. Фінал — 24 травня в Белграді. Місце змагання — Арена Белграда.Пісенний конкурс Євробачення 2007|

## Дизайнерське рішення

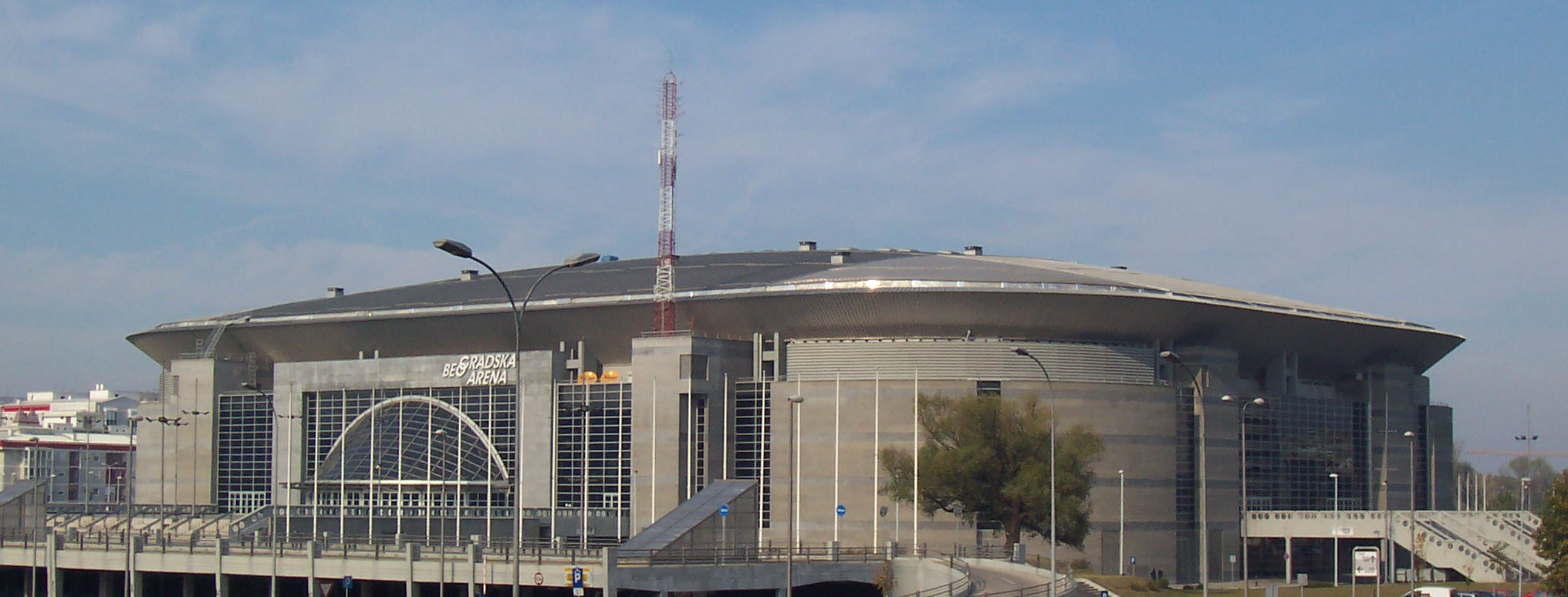
Белградська Арена

Тема Євробачення цього року засновано на «злитті звуку». Це символічно, оскільки Белград лежить на річках Сава і Дунай та є місцем, де дві європейські річки зливаються. У логотипі поєднанням двох кольорів (червоного та синього, які символізують течію двох річок) створило символ цьогорічного Євробачення — скрипковий ключ. Таке рішення створив Борис Мільковіч. Художні особливості теми грають важливу роль в оформленні телевізійної версії — короткі відео введення перед кожною піснею.
Сцені, також, надано вигляду музичного ключа. Вона містить велике число LCD екранів та установки для всіх нових електронних приладів, зокрема, деякі пересувні частини. Це було розроблено в Чикаго Девідом Кушинг. Перший півфінал розроблено на основі міської теми, другий півфінал — тема річок, фінал — тема злиття.

## Формат
1 жовтня 2007 року у Вероні на 50-й зустрічі телевізійного комітету Європейської мовної спілки затверджено формат конкурсу Євробачення 2008, який передбачає проведення двох півфіналів. Тепер тільки Франція, Німеччина, Іспанія і Велика Британія, а також країна-організатор (2008 року — Сербія) автоматично братимуть участь у фіналі. Решту країн розбиватимуть на два півфінали.
За словами виконавчого директора Сванте Стокселіуса, «введення двох півфіналів забезпечить стабільніше майбутнє для конкурсу. Ми прислухалися до пропозицій фанів і врахували всі критичні зауваження в пресі, в результаті чого вирішили запровадити 2 півфінали, починаючи з 2008 року. Такий формат конкурсу стане ще цікавішим, приверне увагу більшої кількості глядачів і, разом з цим, зробить його справедливішим».
Ще однією зміною до формату ПКЄ є повернення журі до конкурсу. Резервне журі визначатиме по одному конкурсанту з кожного півфіналу, які потраплять до фіналу. Як зазначив Сванте Стокселіус, «дуже часто результати голосування глядачів і журі не збігаються. Тому введення саме такої процедури голосування робить конкурс ще захопливішим і напруженішим, а резервне журі набуде більшої важливості».
Отже, у фіналі братимуть участь по 9 країн з кожного півфіналу за результатами голосування телеглядачів та по одній країні з кожного півфіналу за результатами голосування журі.

## Учасники
2008 року Євробачення поповнюється новими країнами-учасницями: Сан-Марино й Азербайджан. Австрія не конкуруватиме: «2007 року ми побачили, що це конкурс неякісного співу, але країна братиме участь у голосуванні».
Німеччина і Іспанія матимуть право голосування на першому півфіналі як журі, Франція, Об'єднане Королівство і Сербія — на другому півфіналі.
Цими кольорами відмічені на таблиці:

### Голосування у фіналі за країнами

### 1-ий півфінал
Час проведення: 20 травня 2008 року з 21.00 за центральноєвропейським часом (о 22.00 за київським).
| №  | Країна               | Мова                                   | Виконавець                          | Пісня                    | Переклад                        | Місце | Бали |
| -- | -------------------- | -------------------------------------- | ----------------------------------- | ------------------------ | ------------------------------- | ----- | ---- |
| 19 | Греція               | англійська                             | Каломіра                            | Secret Combination       | Таємна комбінація               | 1     | 156  |
| 14 | Вірменія             | англійська, вірменська                 | Сірушо                              | Qele, Qele               | Ану, ану !                      | 2     | 139  |
| 18 | Росія                | англійська                             | Діма Білан                          | Believe                  | Повір                           | 3     | 135  |
| 09 | Норвегія             | англійська                             | Марія Хаукаас Сторенг               | Hold On Be Strong        | Будь сильною                    | 4     | 106  |
| 02 | Ізраїль              | іврит, англійська                      | Боаз Мауда                          | Ke'ilo kan               | Неначе тут                      | 5     | 104  |
| 07 | Азербайджан          | англійська                             | Ельнур Гусейнов та Самір Джавадзаде | Day After Day            | День у день                     | 6     | 96   |
| 17 | Румунія              | румунська, італійська                  | Ніко та Влад Міріце                 | Pe-o margine de lume     | На краю вогню                   | 7     | 94   |
| 16 | Фінляндія            | фінська                                | Teräsbetoni                         | Missä miehet ratsastaa   | Де проходять чоловіки           | 8     | 79   |
| 13 | Боснія і Герцеговина | боснійська                             | Елвір Лакович Лака                  | Pokušaj                  | Скуштуй !                       | 9     | 72   |
| 10 | Польща               | англійська                             | Isis Gee                            | For Life                 | Для життя                       | 10    | 42   |
| 08 | Словенія             | словенська                             | Ребека Дремель                      | Vrag naj vzame           | Іди к бісу                      | 11    | 36   |
| 04 | Молдова              | англійська                             | Джета Бурлаку                       | A Century of Love        | Століття кохання                | 12    | 36   |
| 15 | Нідерланди           | англійська                             | Гінд                                | Your Heart Belongs To Me | Твоє серце належить мені        | 13    | 27   |
| 01 | Чорногорія           | чорногорська                           | Стефан Філіпович                    | Zauvijek volim te        | Навіки тебе кохаю               | 14    | 23   |
| 11 | Ірландія             | англійська                             | Індичка Дастін                      | Irelande Douze Pointe    | Дванадцять балів — для Ірландії | 15    | 22   |
| 12 | Андорра              | англійська, каталонська                | Ґізела                              | Casanova                 | Казанова                        | 16    | 22   |
| 06 | Бельгія              | вигадана                               | Ishtar                              | O Julissi Na Jalini      | О Улісі на Ялині                | 17    | 16   |
| 03 | Естонія              | німецька, сербська, російська, фінська | Kreisiraadio                        | Leto svet                | Лєто-свєт (Літо-світло)         | 18    | 8    |
| 05 | Сан-Марино           | італійська                             | Miodio                              | Complice                 | Змовниця                        | 19    | 5    |

### 2-ий півфінал
Час проведення: 22 травня 2008 року з 21.00 за центральноєвропейським часом (о 22.00 за київським).
| №  | Країна             | Мова          | Виконавець                              | Пісня               | Переклад                   | Місце | Бали |
| -- | ------------------ | ------------- | --------------------------------------- | ------------------- | -------------------------- | ----- | ---- |
| 04 | Україна            | англійська    | Ані Лорак                               | Shady Lady          | Загадкова леді             | 1     | 152  |
| 19 | Португалія         | португальська | Ванія Фернандес                         | Senhora do Mar      | Морська пані               | 2     | 120  |
| 13 | Данія              | англійська    | Саймон Метью                            | All Night Long      | Впродовж всієї ночі        | 3     | 112  |
| 11 | Хорватія           | хорватська    | Kraljevi Ulice та 75 cents              | Romanca             | Романс                     | 4     | 112  |
| 14 | Грузія             | англійська    | Діана Гурцкая                           | Peace Will Come     | Мир настане                | 5     | 107  |
| 10 | Латвія             | англійська    | Pirates of the Sea                      | Wolves of the Sea   | Морські вовки              | 6     | 86   |
| 03 | Туреччина          | турецька      | Mor ve Ötesi                            | Deli                | Божевільний                | 7     | 85   |
| 01 | Ісландія           | англійська    | Euroband                                | This Is My Life     | Це моє життя               | 8     | 68   |
| 06 | Албанія            | албанська     | Ольта Бока                              | Zemrën lamë peng    | Ми заклалися на наші серця | 9     | 97   |
| 18 | Північна Македонія | англійська    | Тамара Тодевська, Врчак та Адриан Ґаджа | Let me love you     | Дозволь мені любити тебе   | 10    | 64   |
| 12 | Болгарія           | англійська    | Deep Zone та Balthazar                  | DJ, Take Me Away    | DJ, забери мене            | 11    | 56   |
| 02 | Швеція             | англійська    | Шарлотта Переллі                        | Hero                | Герой                      | 12    | 54   |
| 07 | Швейцарія          | італійська    | Паоло Менегуці                          | Era stupendo        | Це було прекрасно          | 13    | 47   |
| 16 | Мальта             | англійська    | Морена                                  | Vodka               | Горілка                    | 14    | 38   |
| 17 | Кіпр               | грецька       | Євдокія Каді                            | Femme Fatale        | Фатальна жінка             | 15    | 36   |
| 05 | Литва              | англійська    | Єронимас Міліус                         | Nomads In The Night | Блукачі в ночі             | 16    | 30   |
| 09 | Білорусь           | англійська    | Руслан Алехно                           | Hasta La Vista      | До побачення               | 17    | 27   |
| 08 | Чехія              | англійська    | Тереза Керндлова                        | Have Some Fun       | Веселіться                 | 18    | 9    |
| 15 | Угорщина           | англійська    | Чезі                                    | Candlelight         | Світло свічі               | 19    | 6    |

### Фінал
Час проведення: 24 травня 2008 року з 21.00 за центральноєвропейським часом (о 22.00 за київським).
У фіналі братимуть участь:
- «Велика четвірка»: Франція, Німеччина, Іспанія и Велика Британія;
- країна-господар Сербія;
- 10 найкращих пісень 1-го півфіналу за голосуванням телеглядачів + вибір журі (10-я країна);
- 10 найкращих пісень 2-го півфіналу за голосуванням телеглядачів + вибір журі (10-я країна).

Цими кольорами відмічені на таблиці:
| №  | Країна               | Мова                   | Виконавець                          | Пісня                  | Переклад                   | Місце | Бали |
| -- | -------------------- | ---------------------- | ----------------------------------- | ---------------------- | -------------------------- | ----- | ---- |
| 24 | Росія                | англійська             | Діма Білан                          | Believe                | Повір                      | 1     | 272  |
| 18 | Україна              | англійська             | Ані Лорак                           | Shady Lady             | Загадкова леді             | 2     | 230  |
| 21 | Греція               | англійська             | Каломіра                            | Secret Combination     | Таємна комбінація          | 3     | 218  |
| 05 | Вірменія             | англійська, вірменська | Сірушо                              | Qele, Qele             | Ану, ану !                 | 4     | 199  |
| 25 | Норвегія             | англійська             | Марія Гаукаас Сторенг               | Hold On Be Strong      | Будь сильною               | 5     | 182  |
| 23 | Сербія               | сербська               | Єлена Томашевич                     | Oro                    | Хоровод                    | 6     | 160  |
| 12 | Туреччина            | турецька               | Mor ve Ötesi                        | Deli                   | Божевільний                | 7     | 138  |
| 20 | Азербайджан          | англійська             | Ельнур Гусейнов та Самір Джавадзаде | Day After Day          | День у день                | 8     | 132  |
| 07 | Ізраїль              | іврит, англійська      | Боаз Мауда                          | Ke'ilo kan             | Неначе тут                 | 9     | 124  |
| 06 | Боснія і Герцеговина | боснійська             | Елвір Лакович Лака                  | Pokušaj                | Скуштуй !                  | 10    | 110  |
| 17 | Грузія               | англійська             | Діана Гурцкая                       | Peace Will Come        | Мир настане                | 11    | 83   |
| 14 | Латвія               | англійська             | Pirates of the Sea                  | Wolves of the Sea      | Морські вовки              | 12    | 83   |
| 13 | Португалія           | португальська          | Ванія Фернандес                     | Senhora do Mar         | Морська пані               | 13    | 69   |
| 11 | Ісландія             | англійська             | Euroband                            | This Is My Life        | Це моє життя               | 14    | 64   |
| 16 | Данія                | англійська             | Саймон Метью                        | All Night Long         | Впродовж всієї ночі        | 15    | 60   |
| 22 | Іспанія              | іспанська, англійська  | Родольфо Чікілікуатре               | Baila el Chiki-chiki   | Танцюй, Chiki-chiki        | 16    | 55   |
| 03 | Албанія              | албанська              | Ольта Бока                          | Zemrën lamë peng       | Ми заклалися на наші серця | 17    | 55   |
| 15 | Швеція               | англійська             | Шарлотта Переллі                    | Hero                   | Герой                      | 18    | 47   |
| 19 | Франція              | французька, англійська | Себастьен Тельє                     | Divine                 | Провісник                  | 19    | 47   |
| 01 | Румунія              | румунська, італійська  | Ніко та Влад Міріце                 | Pe-o margine de lume   | На краю вогню              | 20    | 45   |
| 09 | Хорватія             | хорватська             | Kraljevi Ulice та 75 cents          | Romanca                | Романс                     | 21    | 44   |
| 08 | Фінляндія            | фінська                | Teräsbetoni                         | Missä miehet ratsastaa | Де проходять чоловіки      | 22    | 35   |
| 04 | Німеччина            | англійська             | No Angels                           | Disappear              | Зникни                     | 23    | 14   |
| 10 | Польща               | англійська             | Isis Gee                            | For Life               | Для життя                  | 24    | 14   |
| 02 | Велика Британія      | англійська             | Енді Абрахам                        | Even If                | Навіть якщо б              | 25    | 14   |

### Голосування у фіналі за країнами[4]
| Учасник              | Франція | Ірландія | Ісландія | Іспанія | Велика Британія | Данія | Німеччина | Швейцарія | Бельгія | Кіпр | Нідерланди | Швеція | Туреччина | Ізраїль | Греція | Португалія | Норвегія | Фінляндія | Словенія | Боснія і Герцеговина | Хорватія | Естонія | Північна Македонія | Угорщина | Латвія | Литва | Мальта | Польща | Румунія | Росія | Азербайджан | Україна | Албанія | Андорра | Білорусь | Болгарія | Молдова | Швейцарія | Вірменія | Грузія | Сербія | Чорногорія | Сан-Марино | Бали | Місце |
| -------------------- | ------- | -------- | -------- | ------- | --------------- | ----- | --------- | --------- | ------- | ---- | ---------- | ------ | --------- | ------- | ------ | ---------- | -------- | --------- | -------- | -------------------- | -------- | ------- | ------------------ | -------- | ------ | ----- | ------ | ------ | ------- | ----- | ----------- | ------- | ------- | ------- | -------- | -------- | ------- | --------- | -------- | ------ | ------ | ---------- | ---------- | ---- | ----- |
| Румунія              | 4       | 3        |          | 12      |                 |       |           |           |         | 3    |            |        |           | 6       |        | 4          |          |           |          |                      |          |         |                    |          |        |       |        |        |         |       |             |         |         |         |          |          | 12      |           |          |        |        |            | 1          | 45   | 20    |
| Велика Британія      |         | 8        |          |         |                 |       |           |           |         |      |            |        |           |         |        |            |          |           |          |                      |          |         |                    |          |        |       |        |        |         |       |             |         |         |         |          |          |         |           |          |        |        |            | 6          | 14   | 25    |
| Албанія              |         |          |          |         |                 |       |           | 8         |         |      |            |        | 1         |         | 10     |            |          |           | 4        | 1                    | 8        |         | 12                 |          |        |       |        |        |         |       | 1           |         |         |         |          |          |         |           |          |        |        | 7          | 3          | 55   | 17    |
| Німеччина            |         |          |          |         |                 |       |           | 2         |         |      |            |        |           |         |        |            |          |           |          |                      |          |         |                    |          |        |       |        |        |         |       |             |         |         |         |          | 12       |         |           |          |        |        |            |            | 14   | 23    |
| Вірменія             | 12      |          | 1        | 10      |                 |       | 6         |           | 12      | 10   | 12         | 2      | 10        | 8       | 12     |            |          |           | 5        | 6                    |          |         | 1                  |          |        |       |        | 12     | 4       | 12    |             | 7       | 2       |         | 7        | 8        | 2       | 12        |          | 12     | 5      | 1          | 8          | 199  | 4     |
| Боснія і Герцеговина | 2       | 2        |          |         |                 | 2     | 5         | 7         |         |      | 7          | 10     | 6         |         |        |            | 10       | 6         | 10       |                      | 12       |         | 5                  |          |        |       |        |        |         |       | 3           |         |         |         |          |          |         | 1         |          |        | 12     | 10         |            | 110  | 10    |
| Ізраїль              | 6       |          |          |         |                 |       | 3         | 1         | 5       | 2    | 3          |        |           |         | 1      |            | 3        | 8         | 3        | 5                    | 2        |         |                    | 3        |        | 3     |        | 5      | 6       | 6     | 7           | 5       | 4       |         | 4        | 2        | 6       |           | 6        | 3      | 7      | 5          | 10         | 124  | 9     |
| Фінляндія            |         |          | 7        |         |                 |       |           |           |         |      |            | 7      |           |         |        |            | 4        |           |          |                      |          | 10      |                    |          | 1      |       |        | 2      |         |       |             |         |         | 4       |          |          |         |           |          |        |        |            |            | 35   | 22    |
| Хорватія             |         |          |          |         |                 |       | 2         | 3         |         |      |            |        |           |         |        | 3          |          |           | 8        | 10                   |          |         | 2                  |          | 5      |       |        |        | 1       | 1     |             | 1       |         |         |          |          |         |           | 2        | 1      | 3      | 2          |            | 44   | 21    |
| Польща               |         | 10       |          |         | 4               |       |           |           |         |      |            |        |           |         |        |            |          |           |          |                      |          |         |                    |          |        |       |        |        |         |       |             |         |         |         |          |          |         |           |          |        |        |            |            | 14   | 24    |
| Ісландія             |         |          |          | 4       | 6               | 12    |           |           |         |      |            | 8      |           | 4       |        | 7          | 8        | 7         |          |                      |          |         |                    |          | 2      |       | 6      |        |         |       |             |         |         |         |          |          |         |           |          |        |        |            |            | 64   | 14    |
| Туреччина            | 10      |          |          |         | 8               | 4     | 10        | 6         | 10      |      | 10         |        |           |         |        |            | 2        | 4         |          | 8                    |          |         | 7                  | 5        |        |       |        |        | 8       | 2     | 12          | 4       | 10      |         | 3        | 5        |         |           |          | 6      |        |            | 4          | 138  | 7     |
| Португалія           | 8       |          | 6        | 8       |                 |       | 4         | 10        | 6       |      | 5          |        |           |         |        |            |          |           |          |                      | 3        |         |                    |          |        |       |        |        |         |       |             | 3       |         | 10      |          |          |         |           |          |        | 1      |            | 5          | 69   | 13    |
| Латвія               |         | 12       | 4        | 2       | 10              | 6     |           |           |         |      |            | 3      |           |         |        | 8          |          |           |          |                      | 4        | 7       |                    |          |        | 10    | 7      |        |         |       |             |         |         | 2       |          |          |         | 3         |          | 2      |        | 3          |            | 83   | 12    |
| Швеція               |         |          | 3        | 1       |                 | 8     |           |           |         | 1    |            |        |           | 1       |        |            | 7        | 5         |          |                      |          | 2       |                    | 1        |        | 1     | 12     |        |         |       |             |         | 3       |         |          |          |         |           |          |        | 2      |            |            | 47   | 18    |
| Данія                |         | 1        | 12       |         | 3               |       |           |           |         |      |            | 5      |           |         |        | 5          | 12       |           |          |                      |          | 3       |                    | 2        | 7      | 2     | 4      |        |         |       |             |         |         |         |          |          |         | 2         |          |        |        |            | 2          | 60   | 15    |
| Грузія               |         |          |          |         |                 |       |           |           |         | 7    |            |        | 4         | 2       | 4      | 1          |          |           |          |                      |          | 5       |                    |          | 8      | 5     | 5      |        |         | 7     | 4           | 8       |         |         | 6        |          | 3       | 4         | 10       |        |        |            |            | 83   | 11    |
| Україна              |         | 6        | 5        | 7       | 5               | 7     |           |           | 1       | 6    |            |        | 8         | 10      | 6      | 12         |          | 3         | 2        | 3                    | 7        | 4       | 4                  | 6        | 10     | 6     | 10     | 10     | 3       | 8     | 10          |         | 8       | 6       | 10       | 7        | 7       | 8         | 5        | 10     | 6      | 4          |            | 230  | 2     |
| Франція              |         |          | 8        |         | 2               | 5     |           |           |         |      |            | 4      |           |         |        |            | 1        | 2         |          |                      |          | 6       |                    |          | 3      | 8     |        | 1      |         |       |             |         |         | 3       |          |          |         |           | 4        |        |        |            |            | 47   | 19    |
| Азербайджан          |         |          |          |         |                 |       | 1         |           | 7       |      | 2          |        | 12        | 3       | 3      |            |          |           | 1        |                      |          |         | 8                  | 12       | 4      | 7     |        | 7      | 2       | 10    |             | 10      |         | 7       | 8        | 3        | 8       | 10        |          | 7      |        |            |            | 132  | 8     |
| Греція               | 3       | 4        |          | 3       | 12              | 3     | 12        | 5         | 8       | 12   | 6          | 1      | 7         | 5       |        |            |          |           | 6        | 7                    | 5        | 1       | 3                  | 8        |        |       | 2      | 3      | 12      | 3     | 6           | 2       | 12      | 8       | 2        | 10       | 4       | 5         | 8        | 4      | 8      | 6          | 12         | 218  | 3     |
| Іспанія              | 5       |          |          |         | 1               | 1     |           | 4         | 4       | 4    |            |        | 3         |         | 8      | 10         |          | 1         |          |                      |          |         |                    |          |        |       |        |        |         |       |             |         | 1       | 12      |          |          |         |           | 1        |        |        |            |            | 55   | 16    |
| Сербія               | 7       |          | 2        |         |                 |       | 8         | 12        |         | 5    | 8          | 6      |           |         | 5      |            | 6        |           | 12       | 12                   | 10       |         | 10                 | 7        |        |       | 1      | 4      | 7       | 4     | 2           |         | 5       |         | 1        | 4        | 1       | 6         | 3        |        |        | 12         |            | 160  | 6     |
| Росія                | 1       | 5        |          | 5       |                 |       | 7         |           | 3       | 8    | 1          |        | 5         | 12      | 7      | 6          | 5        | 10        | 7        | 4                    | 6        | 12      | 6                  | 10       | 12     | 12    | 8      | 6      | 10      |       | 8           | 12      | 6       | 5       | 12       | 6        | 10      | 7         | 12       | 8      | 10     | 8          |            | 272  | 1     |
| Норвегія             |         | 7        | 10       | 6       | 7               | 10    |           |           | 2       |      | 4          | 12     | 2         | 7       | 2      | 2          |          | 12        |          | 2                    | 1        | 8       |                    | 4        | 6      | 4     | 3      | 8      | 5       | 5     | 5           | 6       | 7       | 1       | 5        | 1        | 5       |           | 7        | 5      | 4      |            | 7          | 182  | 5     |

| 1 | 2 3 | 4 5 | 6 7 | 8 9 | 10 11 | 12 13 | 14 15 | 16 17 | 18 19 | 20 21 | 22 23 | 24 25 |

## Україна
Україна брала участь у конкурсі шостий рік поспіль. Згідно з Положенням Європейської мовної спілки, у 2008 році Національна телекомпанія України скористалася своїм правом самостійно визначити кандидатуру, яка представлятиме країну на «Євробаченні». Була обрана співачка Ані Лорак.
23 лютого 2008 року в прямому ефірі Першого національного телеканалу серед п'яти пісень було визначено одну — з якою Ані Лорак поїхала на Євробачення 2008.
| Назва пісні                 | Бали глядачів | Бали журі | Разом |
| --------------------------- | ------------- | --------- | ----- |
| Жду Тебя                    | 1             | 1         | 2     |
| Я стану морем               | 2             | 2         | 4     |
| The Dream of a Brighter Day | 5             | 3         | 8     |
| I'll Be Your Melody         | 3             | 5         | 8     |
| Shady Lady                  | 7             | 7         | 14    |

## Критика
На думку коментаторів західних країн, конкурс дедалі менше є пісенним змаганням і дедалі більше перетворюється на змагання геополітичних симпатій, де домінують країни Східної Європи. Зокрема, британська газета «Sunday Times» писала, що «під низом свідомої вульгарності і безглуздих пісень змагання постає під загрозою перетворитися на гарячий казан міжнародної політики», та «…країни Західної Європи витіснені в результаті блокового голосування Східної Європи.»